# Діаспор
Діаспор — мінерал класу оксидів і гідроксидів ланцюжкової будови. Є рудотвірним мінералом. Поширений мінерал алюмінію; один з головних мінералів бокситів.

## Етимологія та історія
Назва діаспора походить від грецького слова διασπείρειν (diaspeirein), що означає «розсіювання». Французький мінералог і кристалограф Рене-Жюст Аюї (1743—1822) хотів використати назву, обрану у 1801 році в описі мінералу, щоб посилатися на його властивість розпилюватися на дрібні частинки при нагріванні перед паяльною трубою при вивільненні води.

## Загальний опис
Хімічна формула: AlOOH. Містить (%): Al2O3 — 85; H2О — 15.
Сингонія ромбічна.
Спайність досконала (010). Злам раковистий. Форми виділення: пластинчасті, лускуваті, голчасті, променеві агрегати; тонкодисперсні агрегати; натічні утворення, рідше — табличасті кристали широкостовпчастого, листуватого або голчастого вигляду.
Густина 3,4-3,5. Твердість 6,8…7,3.
Колір білий, жовтувато-бурий, світло-фіолетовий. Діаспор іноді демонструє зміну кольору від зеленого при денному освітленні до жовтого до оранжевого при штучному освітленні.
Риса біла. Блиск скляний.
Має метаморфічне, гідротермальне, гіпергенне походження. Зазвичай є кінцевим продуктом діагенезу в родовищах бокситів, утворених вивітрюванням алюмосилікатних порід або як результат гідротермальної зміни глиноземистих мінералів. Гідротермальний мінерал в деяких лужних пегматитах. У розсіяному вигляді зустрічається у вторинних кварцитах.
Асоціація: корунд, магнетит, маргарит, хлоритоїд, шпінель, хлорит, гібсит, беміт,
силіманіт, лепідокрокіт, гематит, каолініт, галуазит. Диморфний з бемітом.
Поширений мінерал алюмінію. Один з головних мінералів бокситів, де зустрічається разом з гідраргілітом і бемітом.
Знайдений поблизу села Косий Брод, що поблизу Єкатеринбургу і в Уральських горах (РФ); поблизу Банська-Бела, Банська Штявниця (Словаччина); Йорданув-Шльонський, Сілезія, Польща; в горах кантону Тічино на півдні Швейцарії; у Гумуч-дагу, поблизу Ефесу, Туреччина; поблизу м. Прилеп, Північна Македонія; на островах Наксос і Самос, Греція; загалом у межах Середземноморської бокситоносної провінції; Капська провінція, Південна Африка; у ряді штатів США: Массачусетс, Пенсільванія, Північна Кароліна, Міссурі, Колорадо, Каліфорнія. В Україні є на Закарпатті та у місцях проявів бокситів на Придніпровській височині (в межах Українського Щита).
Діаспор використовується як абразивний і полірувальний засіб.
У ювелірній промисловості діаспор часто продається як дорогоцінний камінь під торговою маркою «султаніт».

## Різновиди
Розрізняють:
- діаспор залізний (відміна діаспору, яка містить залізо у відношенні Fe: Al = 1:19);
- діаспор марганцевий (відміна діаспору, яка містить до 4 % Mn2O3);
- діаспор мідний (псевдомалахіт);
- діаспор хромистий (відміна діаспору, яка містить до 6 % Cr2O3).